# Реджинальд Гілл
Реджинальд Гілл (англ. Reginald Charles Hill) — британський письменник детективного жанру, лауреат кількох престижних літературних премій. Став членом Детективного клубу у 1978 році.

## Біографія
Його батько, Рег (Реджинальд), був професійним футболістом, грав певний час за Карлайл Юнайтед. Мати була прихильницею  письменників Золотого віку кримінального роману, і він відкрив для себе цей жанр, коли приносив їй книги з бібліотеки. У початковій школі «я завжди писав», — згадував він. 
Гілл склав іспит і зміг відвідувати школу Трійці (Trinity School, Carlisle), де чудово оволодів англійською. Після військової служби (1955—1957 роки) і вивчення англійської мови в коледжі Св. Катерини в Оксфорді (1957—1960 роки) він багато років працював учителем, ставши старшим викладачем Педагогічного коледжу Донкастера. У 1980 році пішов з оплачуваної роботи, щоб повністю присвятити себе письменництву.
Гілл найбільш відомий своїми серіями романів, в яких розповідається про йоркширських детективів Ендрю Делзіела, Пітера Паско (Dalziel and Pascoe) та Едгара Вілда, а також серією про приватного детектива Джо Сіксміта, темношкірого колишнього машиніста, який жив у вигаданому місті Лутон. Він написав 24 романи-бестселери про Делзіела та Паско, які лягли в основу 12 успішних телесеріалів BBC. Також написав понад 30 інших романів. Вони спочатку опубліковані під псевдонімами Патрік Руелл, Дік Морланд і Чарльз Андергілл, зрештою з'явилися під його власним іменем. Гілл також писав оповідання та казки про привидів.
У романах Гілла використовуються різні структурні прийоми, такі як подання частин історії в нехронологічному порядку або чергування з розділами з роману, ймовірно написаного дружиною Пітера Руелла, Еллі Паско (уроджена Сопер). Він також часто вибирав одного письменника чи один твір мистецтва, щоб використовувати його як центральний організуючий елемент певного роману, наприклад, один роман був пастишем із творів Джейн Остін або інший з елементами класичного грецького міфу. Дія повісті «Один маленький крок» розгортається в майбутньому, а йдеться про комісара поліції Єврофедеральної федерації Паско та пенсіонера Делзіела, які розслідують перше вбивство на Місяці. Він використовував у літературній діяльності псевдоніми Дік Морланд, Патрік Руелл і Чарлз Андергілл.  
У 1995 році він отримав нагороду «Діамантовий Кинджал Картьє» за життєві заслуги у написанні кримінальних творів.
Гілл помер у своєму будинку в Рейвенглассі, Камбрія, 12 січня 2012 року від пухлини головного мозку.
Гілл був одружений 51 рік з Патрицією Руель, яка пережила його. Дітей в них не було.

## Творчість
Гілл називав себе кримінальним романістом, але його творчість нічим не завдячувала традиціям цього жанру. Його підхід був усвідомленим, його сюжети лабіринтовими, його характеристики гостро викарбуваними, а його діалоги щедро приправлені гумором. Його романи рясніють проникливим сприйняттям і химерною дотепністю.
Саме ця примхлива риса в поєднанні з непохитним ставленням Гілла до темної сторони злочинності виділила його як самобутнього письменника.
«Але до цього поєднання забавного й тривожного, — зазначив письменник і рецензент кримінальної літератури Daily Telegraph Генрі Кітінг, — він додає один із головних дарів автора детективів — сплетіння геніального й достовірного сюжету.»
У своєму першому романі «Клубна жінка» (1970) Гілл представив своїх двох йоркширських детективів, заступника Ендрю Делзіла та сержанта Пітера Паско. Багато критиків бачили в них відгомін Фальстафа і Гела, а сам Гілл характеризував їх як тонку варіацію традиційного партнерства Холмса і Ватсона. Але, як зазначив Генрі Кітінг, вони не є ні Холмсом, ні Ватсоном. Натомість двоє чоловіків вчаться один у одного в постійному зіткненні темпераментів. «Вони поважають один одного, — зауважив колега Гілла, автор детективного жанру Мартін Едвардс, — але мають непримиренні погляди».
Гілл знову показав їх у наступному романі «Поступ у навчанні» (1971), який спирався на його власний досвід викладача коледжу.Саме в цьому другому романі Гілл почав розвивати довгострокові стосунки між двома його героями, з Делзілем, повним, агресивним, тим, хто не згладжує гострі кути, який контрастував з Паско, струнким за статурою, соціологом і ліберальним мислителем.
З четвертим членом детективського складу, сержантом-геєм Вілдом, Гілл пройшов тонку межу між сучасними ліберальними цінностями та земною дотепністю Делзіла, який приймає молодшого офіцера, незважаючи на шквал грубих жартів.
Його повість «Один маленький крок» (1990) — присвячена «вам, шановні читачі, без яких творчість було б марним, і вам, ще дорогі покупці, без яких їсти було б нічого» — дія розгортається у майбутньому, де Делзіл і Паско розслідують перше вбивство на Місяці.

## Твори

### Серія Делзіела і Паско
- A Clubbable Woman[en] (Клубна жінка) (1970)
- An Advancement of Learning[en] (Прогрес у навчанні) (1971)
- Ruling Passion[en] (Правляча пристрасть) (1973)
- An April Shroud[en] (Квітнева плащаниця) (1973)
- A Pinch of Snuff[en] (Щіпка нюхального тютюну) (1978)
- A Killing Kindness[en] (Вбивча доброта) (1980)
- Deadheads (Мертві голови) (1982)
- Exit Lines (Лінії виходу) (1984)
- Child's Play (Дитяча гра) (1987)
- Under World (Під світом) (1988)
- Bones and Silence[en] (Кістки і тиша) (1990) (отримав премію Срібний кинджал)
- Recalled to Life[en] (Відкликаний до життя) (1992)
- Asking for the Moon (Запитуючи Місяць) (1995) (збірка оповідань)
- Pictures of Perfection[en] (Картини досконалості) (1994)
- The Wood Beyond (Ліс за межами) (1996)
- On Beulah Height (На висоті Беула) (1998) (отримав премію Баррі)
- Arms and the Women (Зброя і жінки) (2000)
- Dialogues of the Dead (Діалоги мертвих) (2001)
- Death's Jest-Book (Книга жартів смерті) (2002)
- Good Morning, Midnight[en] (Доброго ранку, опівночі) (2004)
- The Death of Dalziel (Смерть Делзіла) (2007)
- A Cure for All Diseases (Ліки від усіх хвороб) (2008)
- Midnight Fugue (Опівнічна фуга) (2009)

### Серія Джо Сіксміта
- Blood Sympathy (Кривава симпатія) (1993)
- Born Guilty (Народжений винним) (1995)
- Killing the Lawyers (Вбивство адвокатів) (1997)
- Singing the Sadness (Оспівуючи печаль) (1999)
- The Roar of the Butterflies (Рев метеликів) (2008)

### Інші твори
- Fell of Dark (Темрява) (1971)
- A Fairly Dangerous Thing (Досить небезпечна річ) (1972)
- A Very Good Hater (Дуже добрий ненависник) (1974)
- Another Death in Venice (Інша смерть у Венеції) (1976)
- Pascoe's Ghost and Other Brief Chronicles of Crime (Привид Паско та інші короткі хроніки злочинів) (збірка оповідань з двома оповіданнями з Делзіелом і Паско) (1978)
- The Spy's Wife (Дружина шпигуна) (1980)
- Who Guards a Prince?[en] (Хто охороняє принца) (1982)
- Traitor's Blood[en] (Кров зрадника) (1983)
- No Man's Land (Нічия земля) (1985)
- The Collaborators (Співробітники) (1987)
- There Are No Ghosts in the Soviet Union (Немає ніяких привидів у Радянському Союзі) (1987) (збірка оповідань)
- The Stranger House (Чужий будинок) (2003)
- The Woodcutter (Лісоруб) (2010) (отримав премію Баррі)

### Як Дік Морленд
- Heart Clock (Годинник серця) (1973)
- Albion! Albion! (Альбіон! Альбіон!)) (1974)

### Як Патрік Руелл
- The Castle of the Demon (Фортеця демона) (1971)
- Red Christmas (Червоне Різдво) (1972)
- Death Takes the Low Road (Смерть йде нижньою дорогою) (1974)
- Urn Burial (Поховання в урні) (1975)
- The Long Kill (Довге вбивство) (1986)
- Death of a Dormouse (Смерть соні) (1987)
- Dream of Darkness (Мрія темряви) (1989)
- The Only Game (Тільки гра) (1991)

### Як Чарльз Андергілл
- Captain Fantom (Капітан Фантом) (1978)